# Marburg közigazgatása
Marburg városa a Belvárosból (Kernstadt), és 18 külső városrészből (Stadtteil) áll, melyeknek mindegyiknek saját helyi tanácsa (Ortsbeirat) van. A Belváros további 15 kerületből (Innenstadtbezirk) szerveződik, melyek egy közös helyi tanácsot állítanak fel.
A külső városrészek a ’70-es évekig önállóak voltak, majd az évek során a város városrészeivé integrálódtak.
1996-ban új osztályozási és számozási rendszert vezettek be a városfejlesztés megkönnyítésére, mely a régi 29 statisztikai kerület helyett már 33-at használ, ami megegyezik a belvárosi kerületek és városrészek összesített számával. Ha az első számjegy 1-es, az az egész városra vonatkozik, ha 2-es, az a Belvárosra, ha 3-as, az pedig a külső városrészekre. A második számjegy a kerület- és városrészcsoportokat, a harmadik szám pedig a konkrét kerületeket illetve városrészeket jelöli.
Az alábbi táblázat a statisztikai felosztás szerint sorolja fel a kerületeket és a városrészeket:
| Statisztikai számjel | Kerület- v. városrésznév     | Lakosság- szám | Terület (ha) | Népsűrűség (lakos/km²) |
| -------------------- | ---------------------------- | -------------- | ------------ | ---------------------- |
| 101                  | Marburg (teljes)             | 80 987         | 12 450       | 650                    |
| 201                  | Belváros                     | 50 806         | 2249         | 2259                   |
| 210                  | Innere Kernstadt             | 16 505         | N/A          | N/A                    |
| 211                  | Altstadt                     | 5234           | N/A          | N/A                    |
| 212                  | Weidenhausen                 | 796            | N/A          | N/A                    |
| 213                  | Klinikviertel                | 2857           | N/A          | N/A                    |
| 214                  | Südviertel                   | 7618           | N/A          | N/A                    |
| 220                  | Westliche Kernstadt          | 9159           | N/A          | N/A                    |
| 221                  | Grassenberg                  | 2969           | N/A          | N/A                    |
| 222                  | Ockershausen                 | 4776           | N/A          | N/A                    |
| 223                  | Stadtwald                    | 1414           | N/A          | N/A                    |
| 230                  | Östliche Kernstadt           | 9340           | N/A          | N/A                    |
| 231                  | Nordviertel                  | 4498           | N/A          | N/A                    |
| 232                  | Waldtal                      | 1569           | N/A          | N/A                    |
| 233                  | Ortenberg                    | 3151           | N/A          | N/A                    |
| 234                  | Lahnberge                    | 122            | N/A          | N/A                    |
| 240                  | Südliche Kernstadt           | 15 802         | N/A          | N/A                    |
| 241                  | Südbahnhof                   | 1349           | N/A          | N/A                    |
| 242                  | Hansenhaus                   | 5324           | N/A          | N/A                    |
| 243                  | Oberer Richtsberg            | 6781           | N/A          | N/A                    |
| 244                  | Unterer Richtsberg           | 2348           | N/A          | N/A                    |
| 301                  | Außenstadtteile              | 30 181         | 10 201       | 296                    |
| 310                  | Nördliche Außenstadtteile    | 6605           | 813          | 812                    |
| 311                  | Wehrda                       | 6605           | 813          | 812                    |
| 320                  | Westliche Außenstadtteile    | 8018           | 3475         | 230                    |
| 321                  | Marbach                      | 3457           | 397          | 871                    |
| 322                  | Michelbach                   | 2068           | 838          | 247                    |
| 323                  | Wehrshausen                  | 718            | 342          | 210                    |
| 324                  | Dagobertshausen              | 434            | 353          | 123                    |
| 325                  | Elnhausen                    | 1164           | 918          | 127                    |
| 326                  | Dilschhausen                 | 177            | 627          | 28                     |
| 330                  | Südwestliche Außenstadtteile | 1639           | 1091         | 150                    |
| 331                  | Cyriaxweimar                 | 603            | 397          | 152                    |
| 332                  | Haddamshausen                | 579            | 276          | 210                    |
| 333                  | Hermershausen                | 457            | 418          | 109                    |
| 340                  | Östliche Außenstadtteile     | 5500           | 1847         | 298                    |
| 341                  | Ginseldorf                   | 804            | 814          | 99                     |
| 342                  | Bauerbach                    | 1666           | 804          | 207                    |
| 343                  | Schröck                      | 1776           | 647          | 274                    |
| 344                  | Moischt                      | 1254           | 382          | 328                    |
| 350                  | Südliche Außenstadtteile     | 8419           | 2118         | 397                    |
| 351                  | Cappel                       | 6980           | 1489         | 469                    |
| 352                  | Ronhausen                    | 240            | 240          | 100                    |
| 353                  | Bortshausen                  | 280            | 212          | 132                    |
| 354                  | Gisselberg                   | 919            | 177          | 519                    |

|  |
|  |

## A belváros részei
A belváros (Kernstadt) központját az Óváros (Altstadt), a Klinikai negyed (Klinikviertel), a Déli negyed (Südviertel) és Weidenhausen alkotja. Az Óvárost a népnyelv két részben említi: Felsővárosként (Oberstadt – a Marktplatz és környéke) és Alsóvárosként (Unterstadt – a városrész alacsonyabban fekvő részei). Az Óvárostól északra fekszik a Klinikai negyed, melynek központi része az Erzsébet-templom környéke, de ide tartozik a Régi Botanikuskert (Alte Botanische Garten), számos klinika, valamint néhány egyetemi épület is. Az Óvárostól délre helyezkedik el a Déli negyed, a belváros legvárosiasabb része, itt található több közintézmény is, pl. a városi levéltár (Hessische Stadtarchiv) valamint a bíróság (Amts- und Landgericht), valamint a sokak által nem szeretett, 14 emeletes Affenfelsen magasház.
A Lahn túlsó oldalán fekszik ugyan, de a belváros központi részéhez tartozik még Weidenhausen hangulatos, néhány utcából álló negyede.

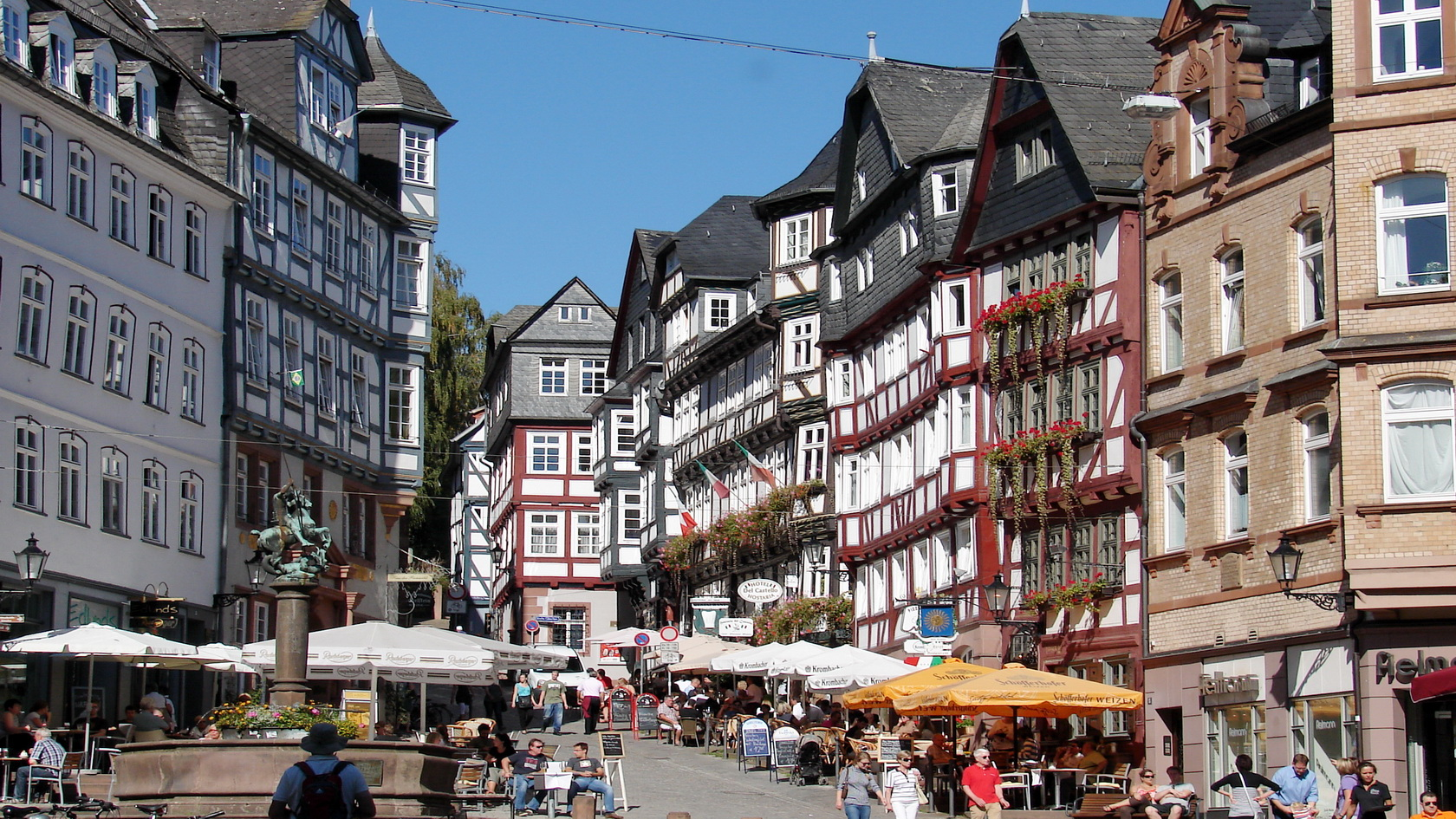
Marktplatz, Oberstadt
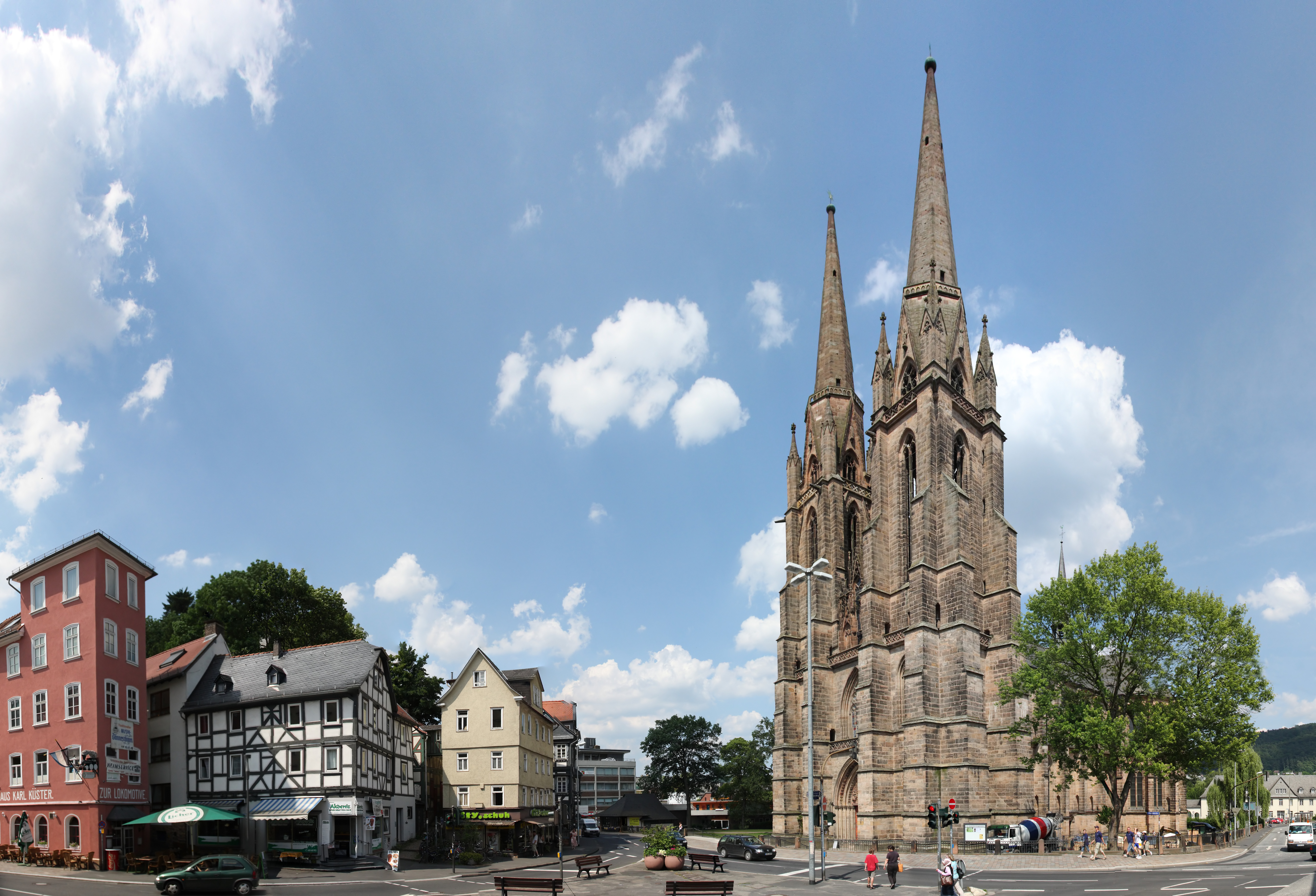
Erzsébet-templom
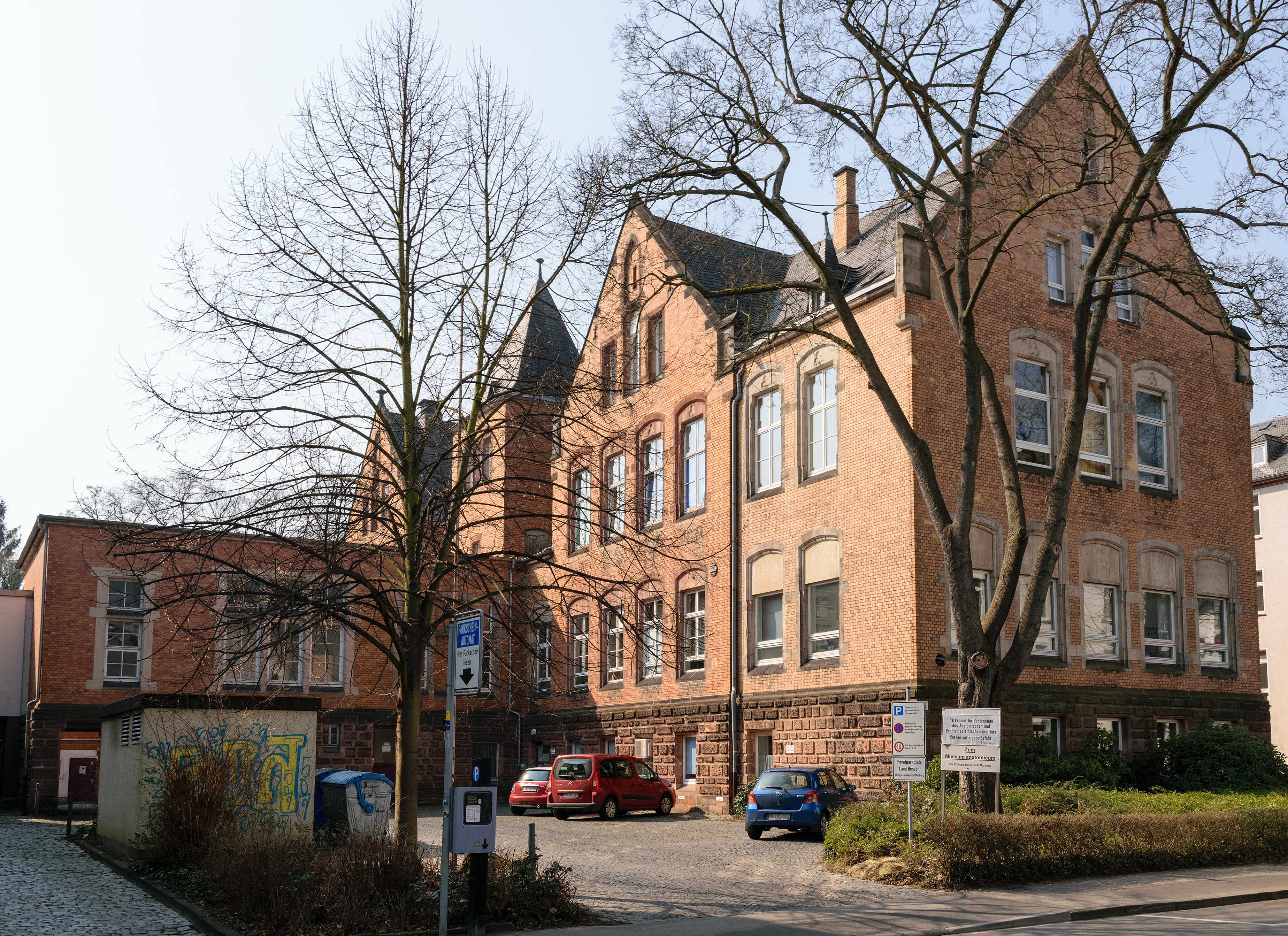
Anatómiai intézet a Klinikviertelben
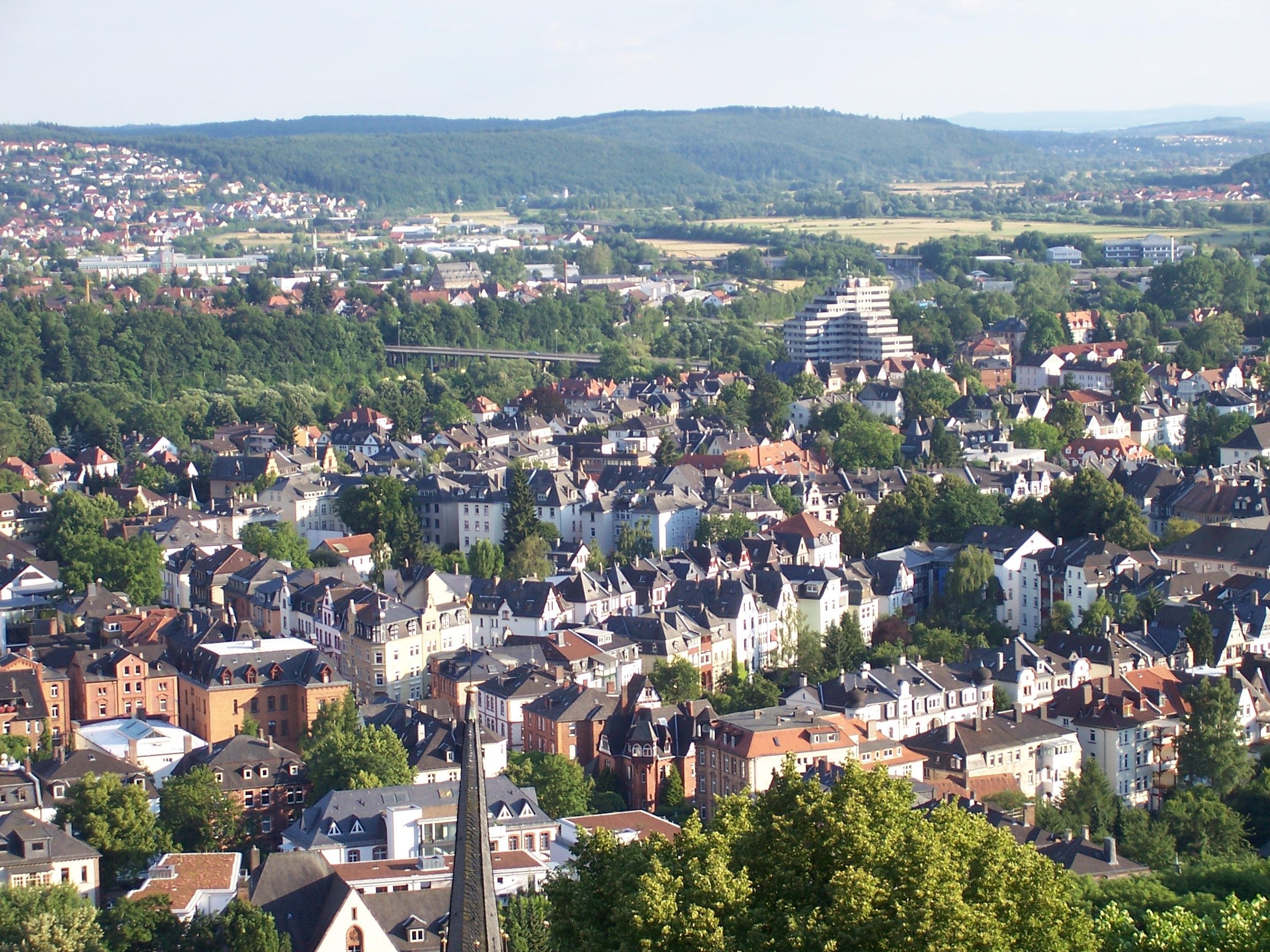
Südviertel
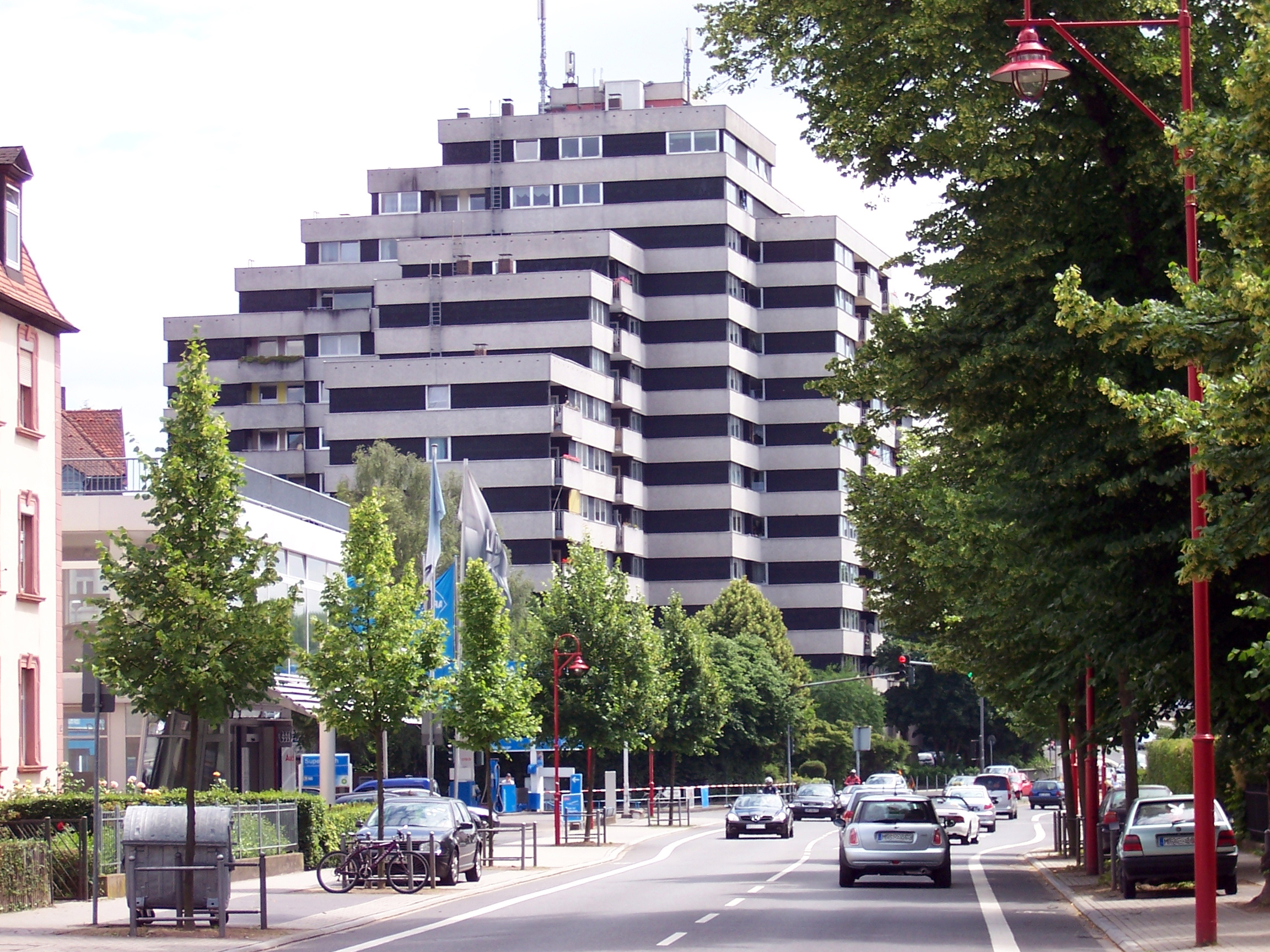
Affenfelsen
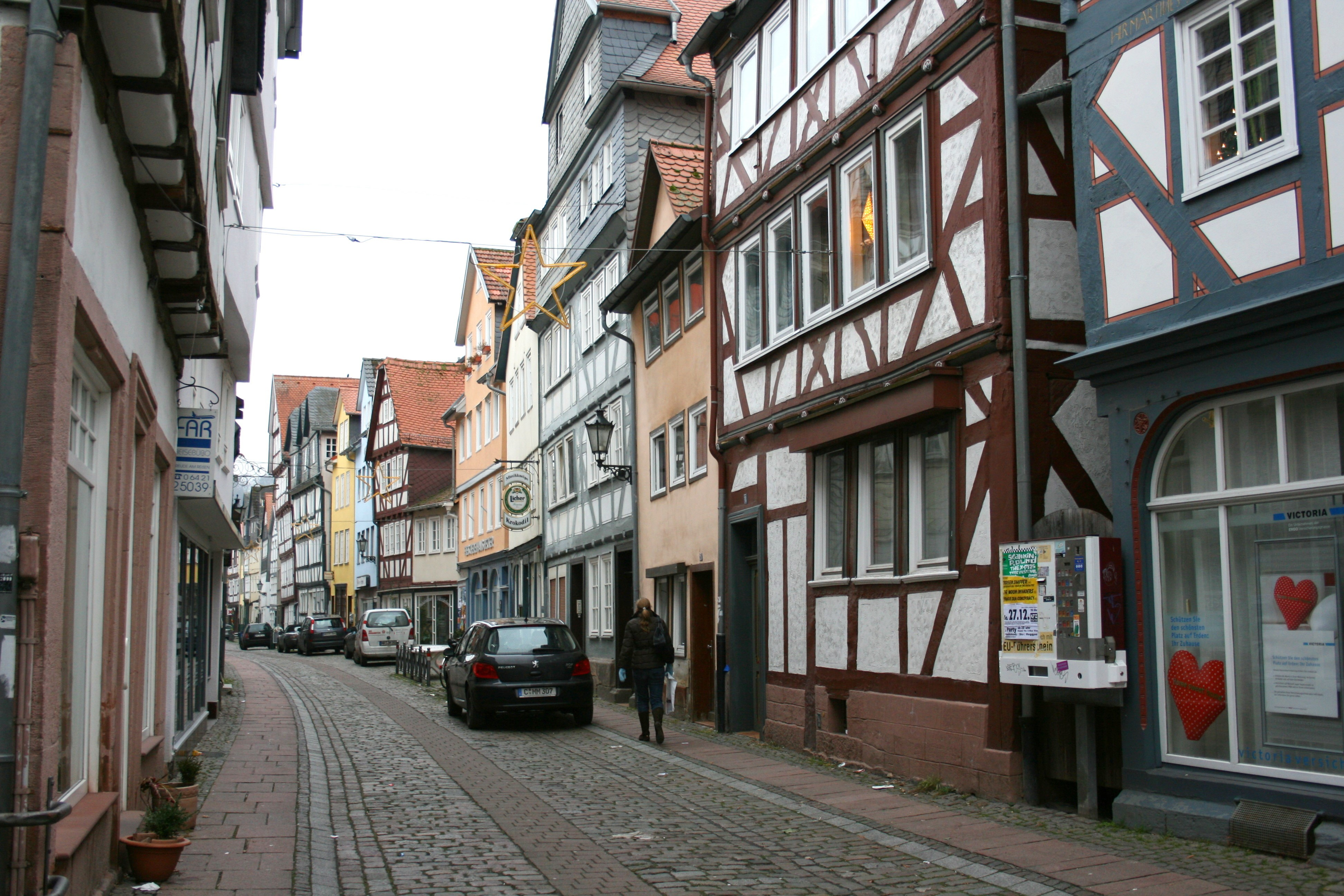
Weidenhausen főutcája

A belváros nyugati részén található a Grassenberg, mely az óváros hátterét alkotja. Közepén található a marburgi grófi kastély (Landgrafenschloss), mellette számos szép fekvésű lakóházzal. Ehhez a városrészhez tartozik a Marbacher Weg nevű utca, mely a Ketzerbachhal kapcsolódik a Klinikviertelhez. Ezen az utcán található a közismert vakok iskolája (Blindenstudienanstalt – Blista), valamint az egyetem Gyógyszerészeti Intézete (Pharmazeutische Institut). Az utca másik vége Marbachhoz kapcsolódik, amely Marburg önálló városrésze, külső határában a Behringwerkével, mely Marburg egyik legnagyobb (gyógyszer)ipari üzeme.
Délkeletre található Ockershausen, mely egyike volt azoknak a községeknek, melyek elsőként egyesültek a várossal. A Südviertellel határos részén található Marburg középiskoláinak nagyobbik része, valamint a Georg-Gaßmann-Stadion, a marburgi sportélet központja.
Még délebbre, de jóval magasabban fekszik Stadtwald, amelyet a régi Tannenbergkasernéből alakítottak át lakónegyeddé, mely a Stadtwaldstraßével kapcsolódik közvetlenül Ockershausenhez.

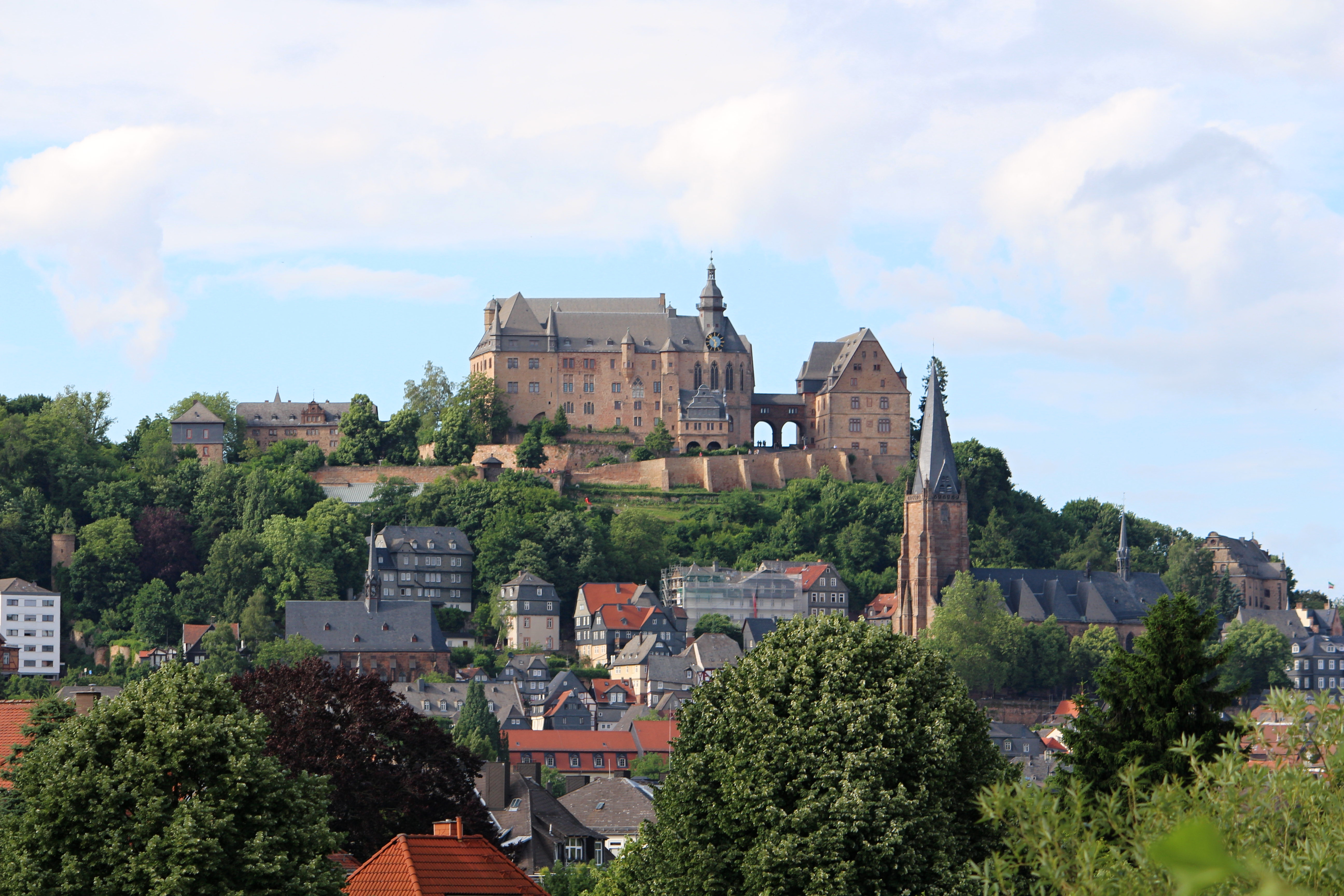
Landgrafenschloss, Marburg éke
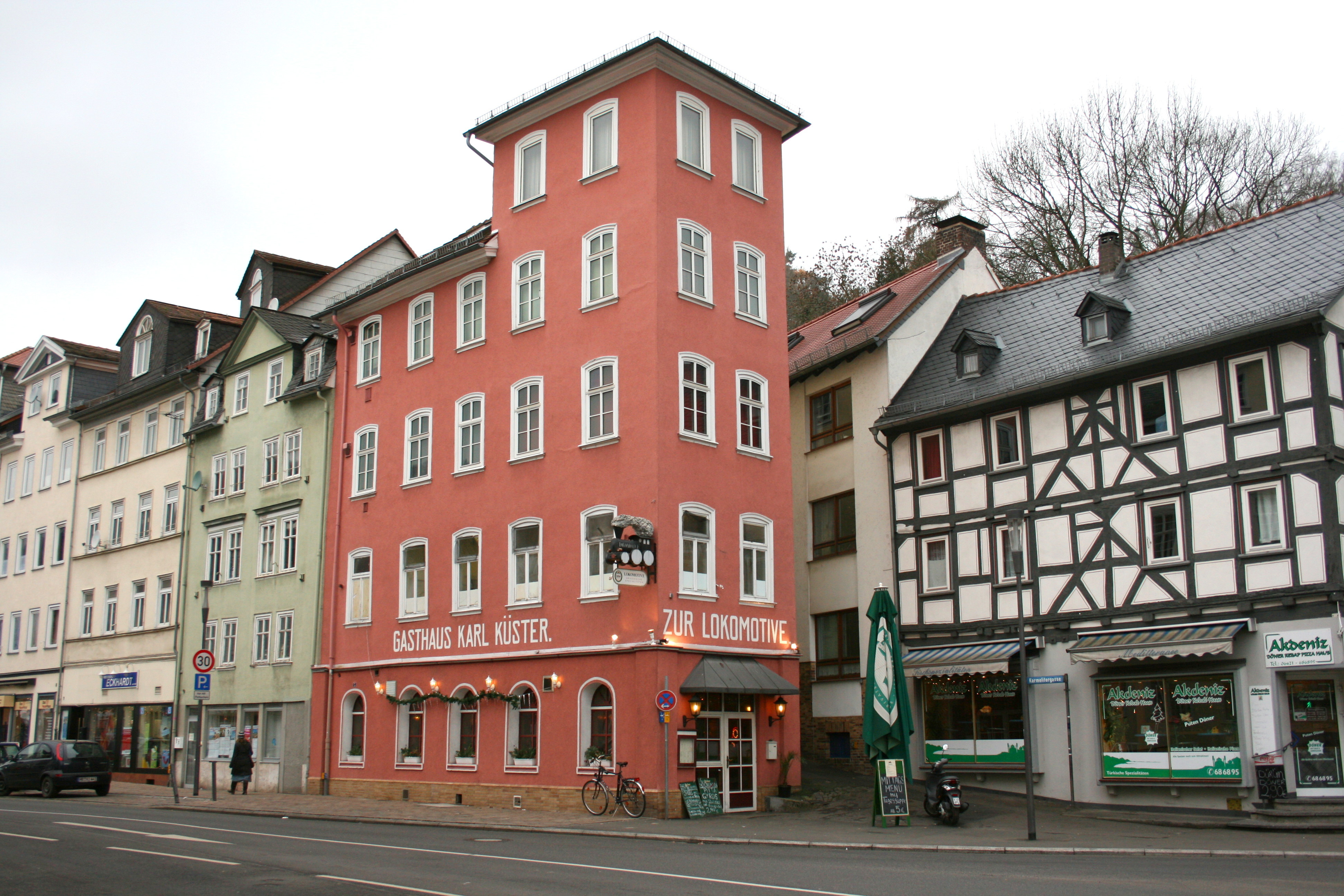
Ketzerbach
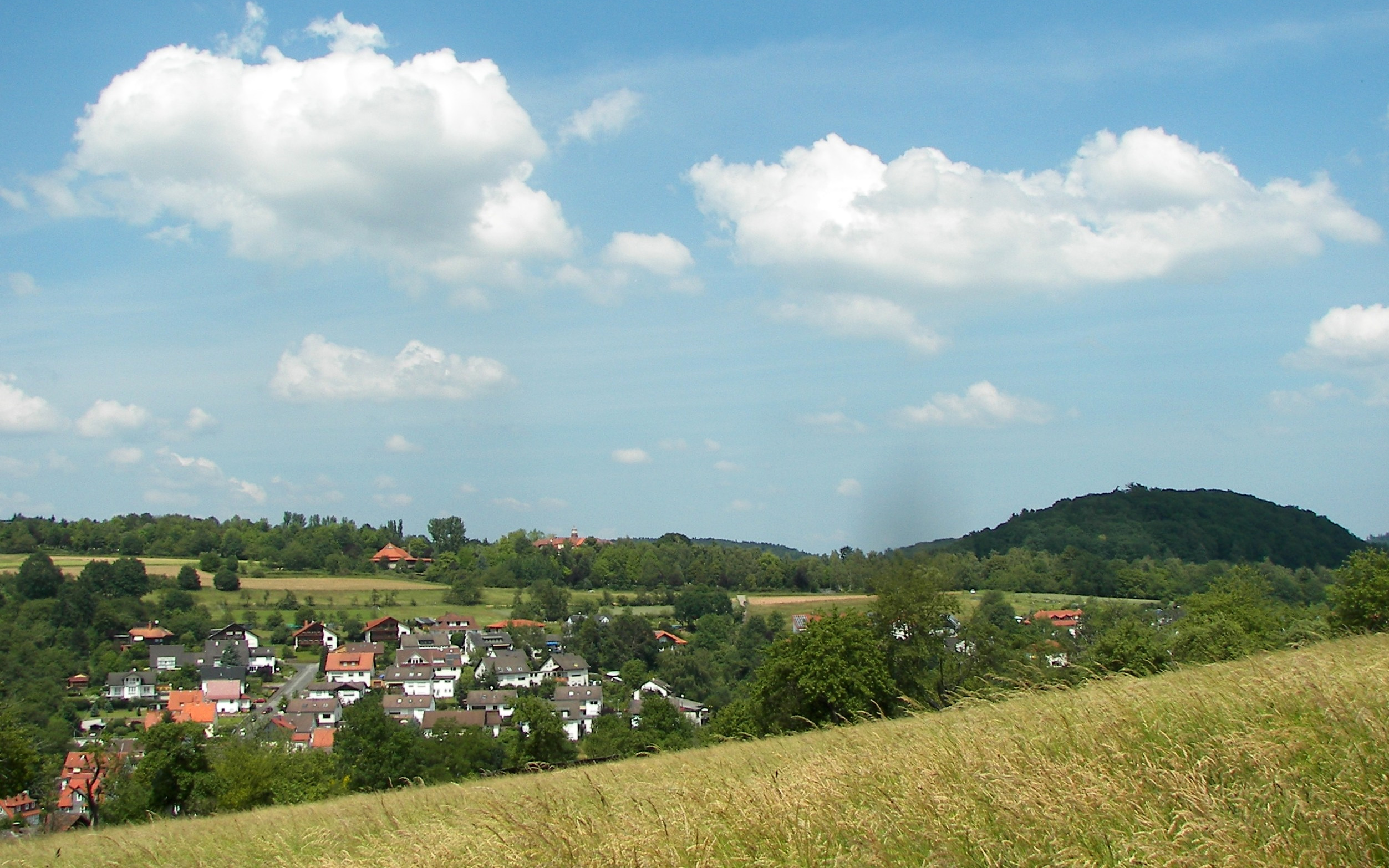
Ockershausen látképe
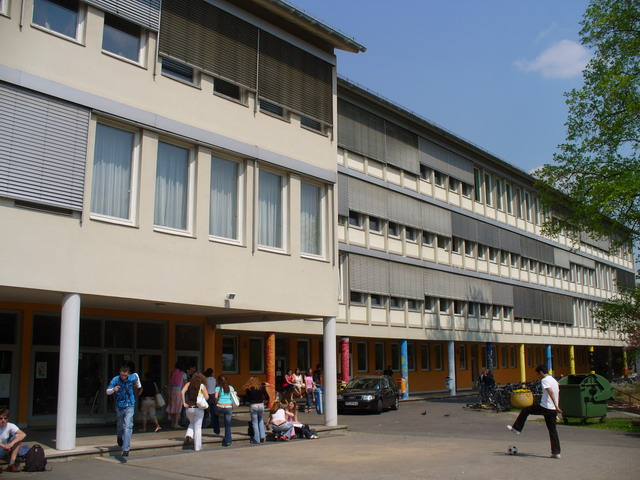
Elisabethschule, Marburg egyik gimnáziuma
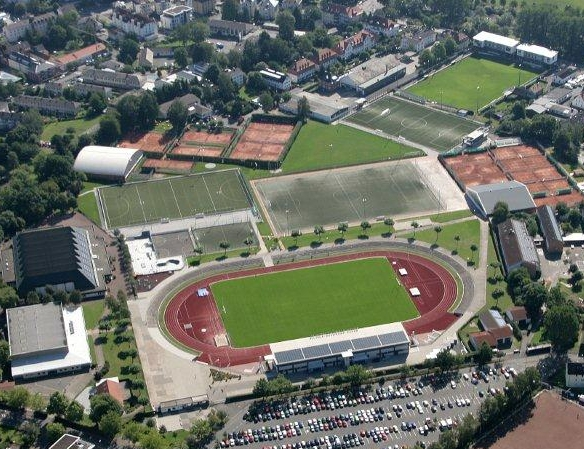
Georg-Gaßmann-Stadion
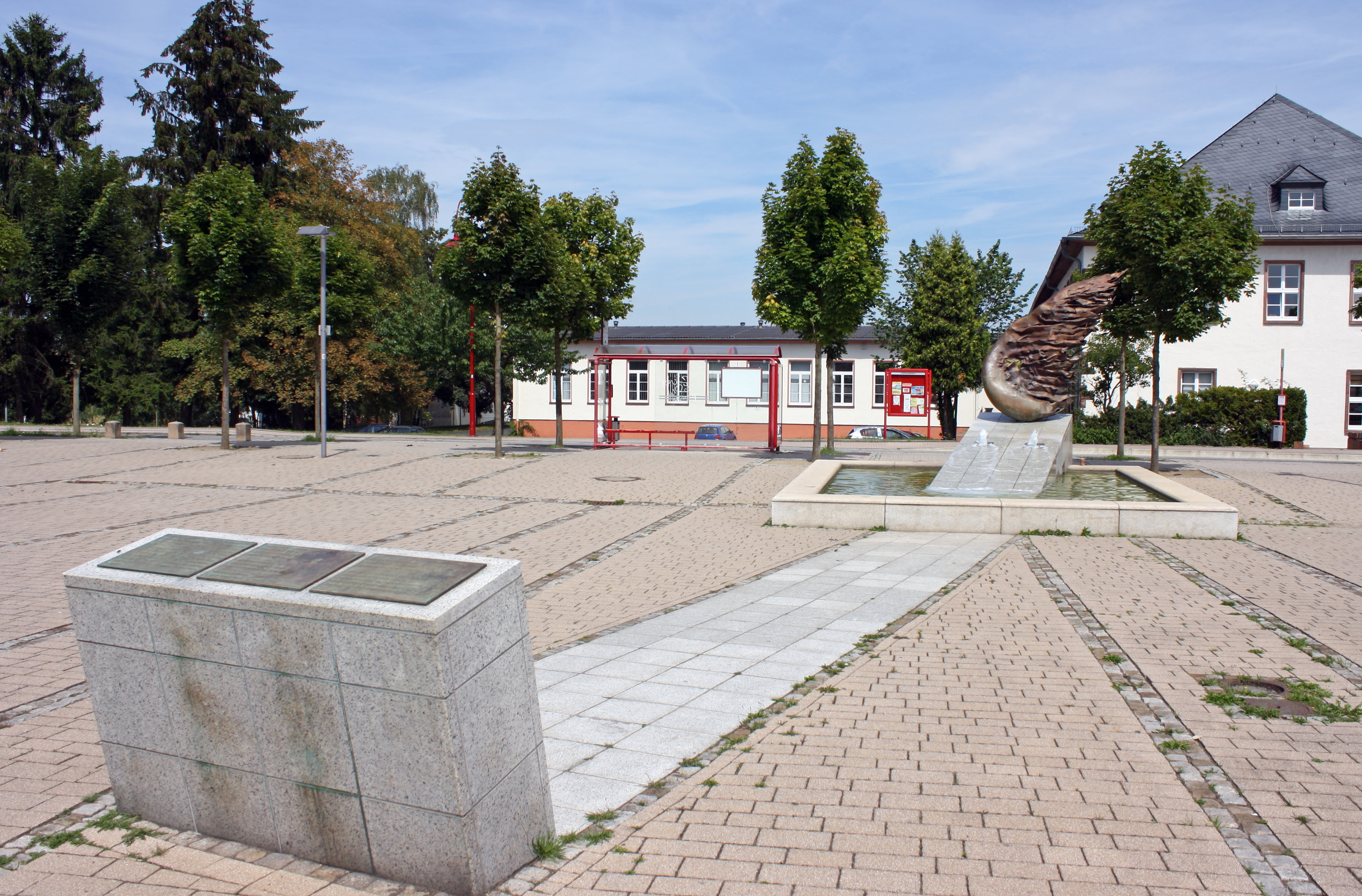
Emlékmű a Platz der Weißen Rosén a Stadtwaldban

Az óvárostól keletre, a Lahn túloldalán a dombokon fekszik Ortenberg családi házas lakóövezete. Itt található a fogorvosi klinika (Zahn-Medizinische-Klinik) is. Hozzá tartozik a Lahn és a vasút közötti egykori egyetemi könyvtár (Alte Universitätsbibliotek) és a Filozófiai Fakultás (Philosophische Fakultät) kockaépülete is.
Egybeépülve Ortenberggel, északra tőle található az Északi negyed (Nordviertel). Ez a városrész elsősorban tömbházakból áll, egyik része a Diákfalu (Studentendorf), az egyetemisták legnagyobb lakóövezete. Még északabbra fekszik Waldtal, Marburg legproblémásabb területe. A vasút túloldalán áll Afföller ipari területe.
Ortenbergtől délkeletre egy magasabb részen emelkedik a Richtsberg, a város legnagyobb lakótelepe, sok száz ember otthona. Nyugatról kapcsolódik hozzá a Südbahnhof negyed, mely Marburg kisebbik vasútállomása körül összpontosul.

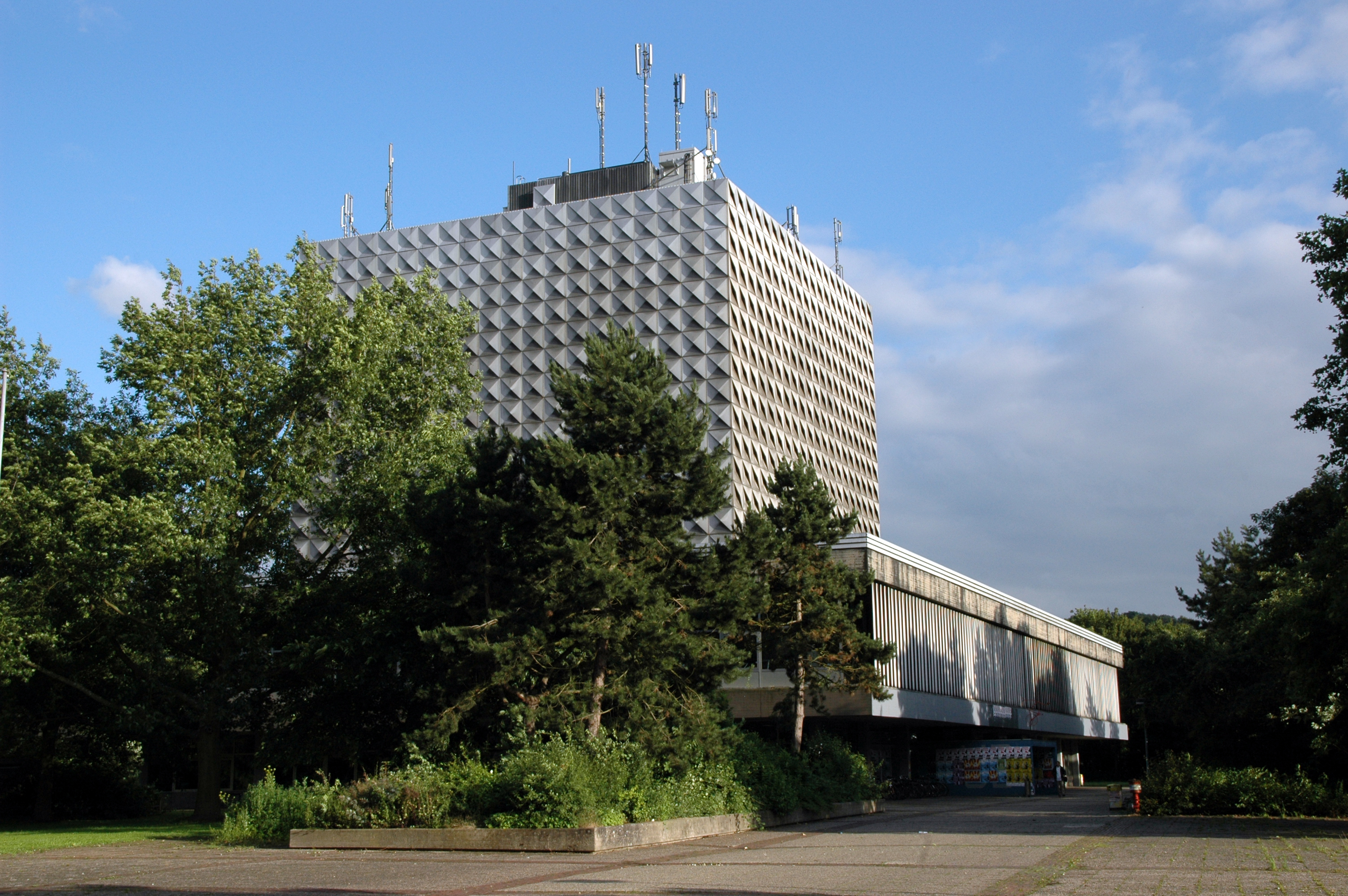
Az egykori egyetemi könyvtár épülete
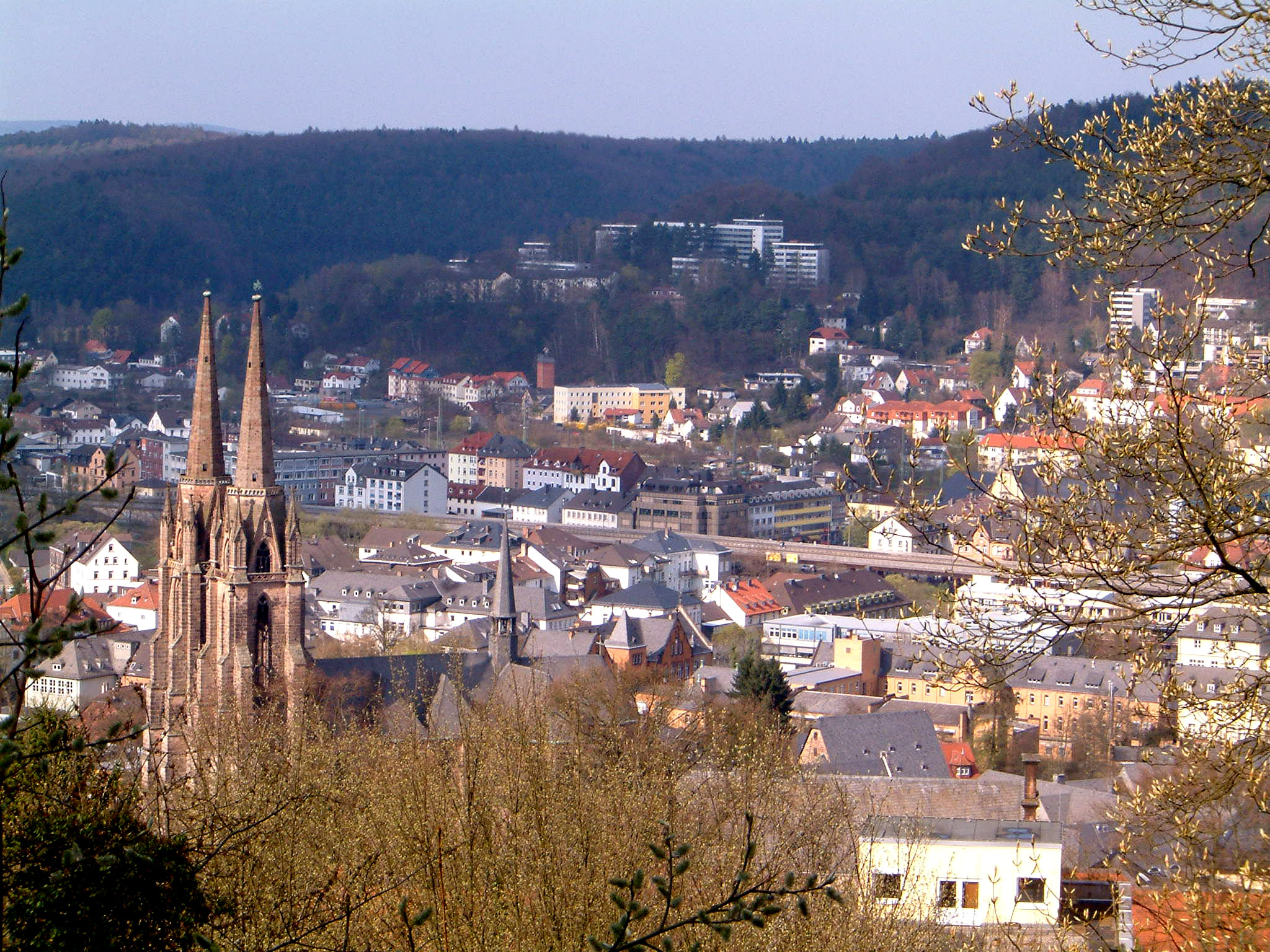
Studentendorf
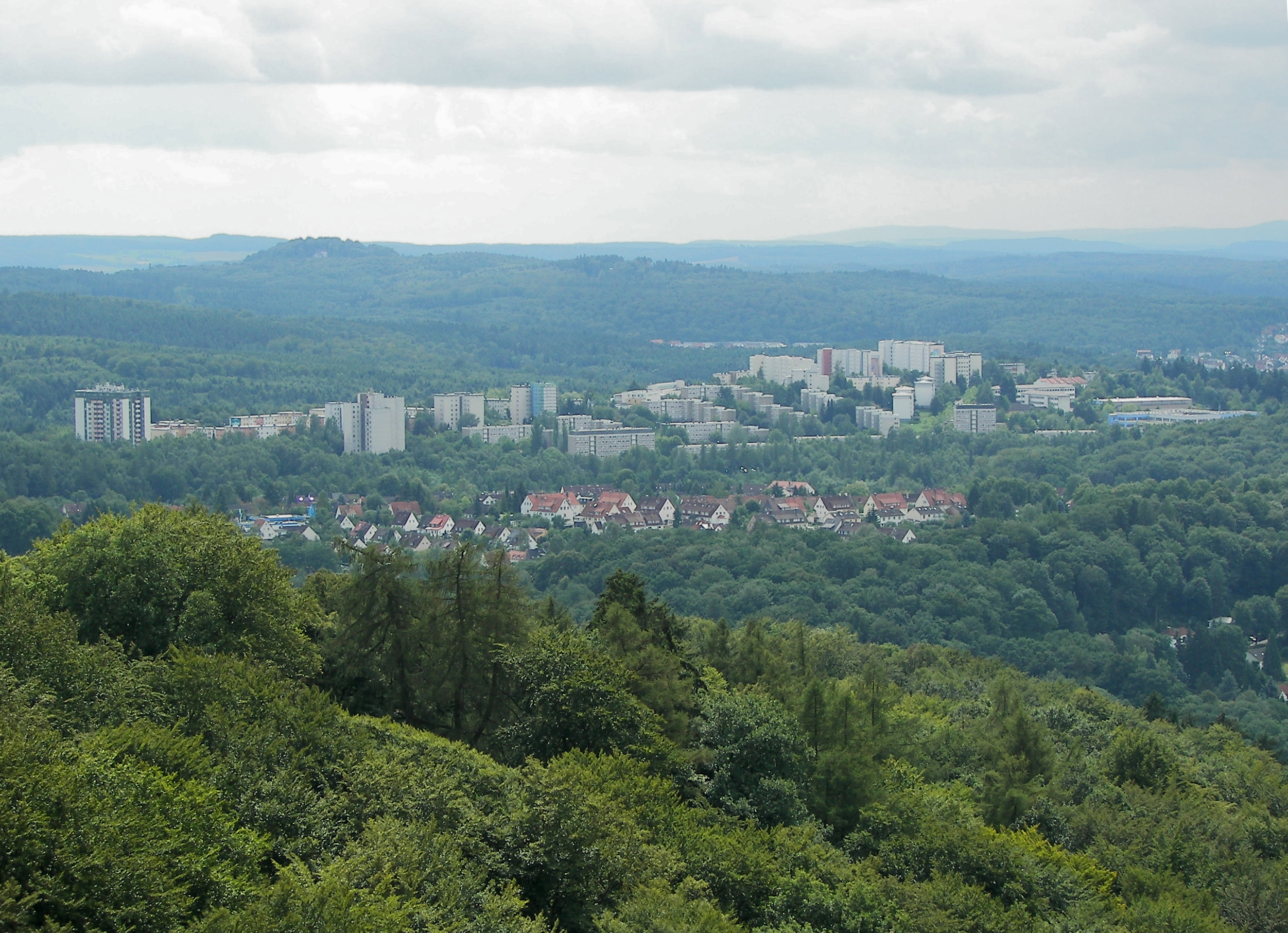
A richtsbergi lakótelep